# 4'33"
4'33" je hudební kompozice avantgardního skladatele Johna Cage, často (nepřesně) zvaná jako Čtyři a půl minuty ticha.

## Původ inspirace
V druhé polovině 40. let 20. století Cage navštívil mrtvou komoru na Harvardově univerzitě. Mrtvá komora je zvukotěsná místnost, jejíž stěny pohlcují všechny zvuky a žádné neodrážejí. Cage do ní vstoupil očekávaje, že uslyší ticho, ale jak napsal později, I heard two sounds, one high and one low. When I described them to the engineer in charge, he informed me that the high one was my nervous system in operation, the low one my blood in circulation. („Slyšel jsem dva zvuky, nízký a vysoký. Když jsem to popsal místnímu technikovi, řekl mi, že vysoký zvuk vytváří můj nervový systém a nízký můj krevní oběh.“) Jakkoli je toto vysvětlení pravdivé, Cage přišel, aby nic neslyšel, ale stejně něco slyšel. Until I die there will be sounds. And they will continue following my death. One need not fear about the future of music. („Do mé smrti tu budou zvuky. A až zemřu, budou tu stále. Nemusíme se obávat o budoucnost hudby.“) Vytvoření podle něj neuskutečnitelného ho vedlo k napsání slavné skladby 4'33".
Jiné zdroje uvádí, že inspirace přišla z oblasti vizuálního umění. Cageův přítel a občasný spolupracovník Robert Rauschenberg vytvořil sérii „bílých“ kreseb, zdánlivě „prázdné“ plátno se mění podle světelných
podmínek a stínu osob. Toto inspirovalo Cageho k užití podobné myšlenky ticha jako zvukově prázdného plátna, které by odráželo proud zvuků z okolí.

## Přednes
Premiéra proběhla 29. srpna 1952 ve Woodstocku při recitálu současné hudby předváděném pianistou Davidem Tudorem, dlouholetým interpretem Cageových kompozic. Skladba proběhla, aniž by Tudor či kdokoli jiný něco zahrál. Jen Tudor podle stopek otáčel listy notového zápisu.
Délka 4 minuty 33 sekund ve skutečnosti není dána notovým zápisem. V zápise je jen, že skladba má tři části a pro každou z nich je jediná instrukce tacet, značící klid pro daného umělce. Je tedy na každém hudebníkovi, jak dlouhé ticho zvolí. Cage sám prohlásil, že délku zvolil náhodně, ale občas se tvrdí, že byla zvolena úmyslně. 4 minuty 33 sekund je 273 sekund, což odkazuje na teplotu absolutní nuly, −273 °C. Při této teplotě by bylo absolutní ticho, neboť částice by se nehýbaly – ale není jí možné dosáhnout.

## Nahrávky
4'33" byla nahrána v několika „variantách“. „Nazpíval“ ji Frank Zappa (na desce A Chance Operation: The John Cage Tribute, 1993). Orchestrální verze 4'33" v podání Symfonického orchestru BBC byla vysílána v únoru 2004 na BBC Radio 3. Trochu sarkastickou verzi, zachycující nahrávku londýnského pouličního hluku (tedy „ticha“ na londýnské ulici), nahráli pracovníci britského listu Guardian 16. února 2004. Koluje i pověst (pravděpodobně apokryf), že verze 4'33" byla populární v jukeboxech mnoha barů, protože dávala posluchačům možnost oddechnout si od jinak nezdolných rock and rollových hitů.